# Psychotria pulchrebracteata
Psychotria pulchrebracteata är en måreväxtart som beskrevs av André Guillaumin. Psychotria pulchrebracteata ingår i släktet Psychotria och familjen måreväxter. Inga underarter finns listade i Catalogue of Life.